# Clément Parent
Pour les articles homonymes, voir Parent.
 (août 2020).
Si vous disposez d'ouvrages ou d'articles de référence ou si vous connaissez des sites web de qualité traitant du thème abordé ici, merci de compléter l'article en donnant les références utiles à sa vérifiabilité et en les liant à la section « Notes et références ».
François Clément Joseph Parent est un architecte français né le 9 juillet 1823 à Valenciennes et mort le 11 juin 1884 à Paris.
Il est le père de l'architecte Louis Parent (1854-1909).

## Biographie
Fils de l'architecte Aubert Parent (1753-1835),  Clément Parent est le gendre de l'architecte Joseph-Antoine Froelicher (1790-1866), dont il épouse la fille, Louise Marie,.
Avec son frère aîné Henri Parent (1819-1895), il restaure les châteaux d'Ancy-le-Franc pour la maison de Clermont-Tonnerre, d'Esclimont et de Bonnétable pour le duc de Doudeauville, qui lui fait aussi restaurer son hôtel parisien, actuelle ambassade d'Italie, 47-49 rue de Varenne.
En 1847-1849, avec son beau-père Froelicher, il construit l'actuel château de Bonnelles (Yvelines) pour Géraud de Crussol d'Uzès (1808-1872), 11e duc d'Uzès.
Vers 1854, il construit le cloître et la chapelle néogothique, aujourd'hui disparue, de l'hôtel de Montesquiou, rue Monsieur à Paris, pour les Bénédictines du Saint-Sacrement qui veulent y installer les restes de leur fondatrice, Louise-Adélaïde de Bourbon-Condé.

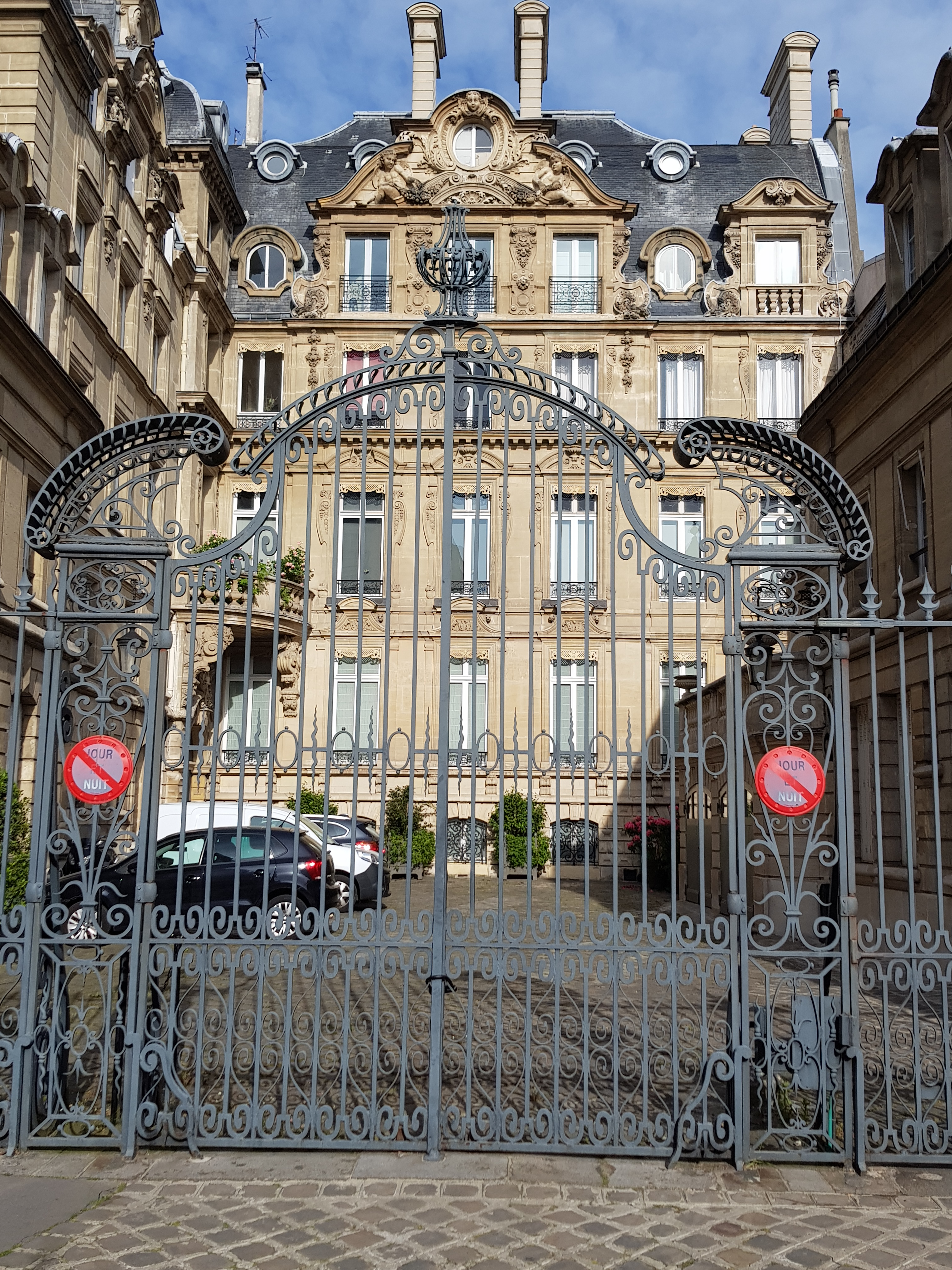
No 40, rue Barbet-de-Jouy, Paris.

En 1857, Antoine d'Abbadie d'Arrast lui commande des plans pour un château « dans le style à ogives » à construire à Hendaye. En 1858, un observatoire astronomique circulaire est construit, qui sera détruit ensuite pour laisser place à l’actuel bâtiment parallélépipédique. En 1859, le plan général est mis au point mais, l'année suivante, Parent est remercié, ne pouvant donner semble-t-il des plans suffisamment « néogothiques » comme ceux que d’Abbadie avait vus en Angleterre. Le château d'Abbadia actuel est en définitive construit par l'agence d'Eugène Viollet-le-Duc.
Vers 1860, il construit en style néogothique le château de Bournel à Cubry pour le marquis Léonel de Moustier.
En 1862-1863, il mène la construction de l'hôtel de Montigny, à Paris, 40, rue Barbet-de-Jouy.
Le château de Saint-Aignan situé à Saint-Denis-de-l'Hôtel dans le département du Loiret est édifié selon ses plans entre 1866 et 1869.
À l'hôtel de Castries, rue de Varenne à Paris, Parent poursuit de 1863 à 1866 les importants travaux de transformation entrepris dès 1843 par Froelicher pour le compte du 2e duc de Castries, Edmond Eugène Philippe Hercule de La Croix de Castries (1787-1866).
Entre 1875 et 1878, il eut pour élève Ödön Lechner qui sera plus tard l'un des architectes les plus influents de la Sécession hongroise.
Pour le comte et la comtesse Sigismond de Lévis, il reconstruit, en 1879, la façade orientale du château de Montigny-le-Gannelon. Entre 1875 et 1883, toujours pour le compte de la maison de Lévis, il restaure et reconstruit pour la plus large part le château de Léran (Ariège).
En Belgique, il construit le château de Thieusies (détruit), de style néo-Renaissance, pour les Obert, le château d'Antoing, de style néogothique, pour la famille éponyme, transforme à partir de 1864 le château d'Oydonck pour le baron Henri t'Kint de Roodenbeke, et construit en 1879 au château de Hamal une chapelle néogothique.
Il meurt le 11 juin 1884 à Paris, en son domicile du 20, boulevard des Invalides.

Châteaux construits ou reconstruits par Clément Parent
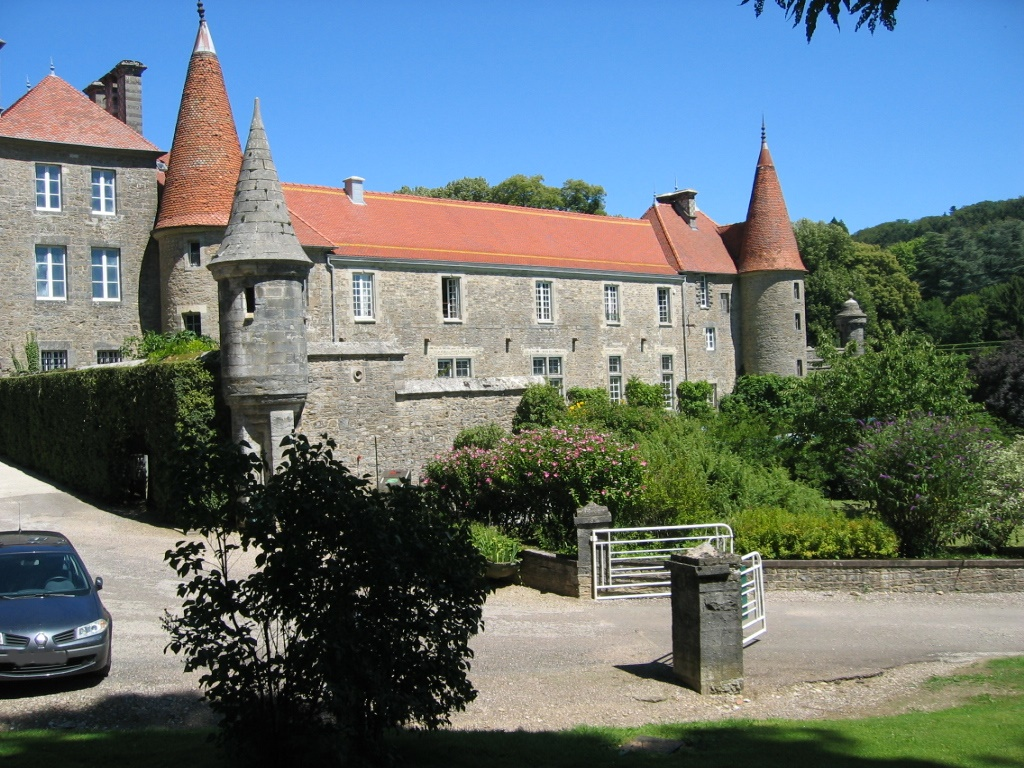
Château de Bournel (Doubs).
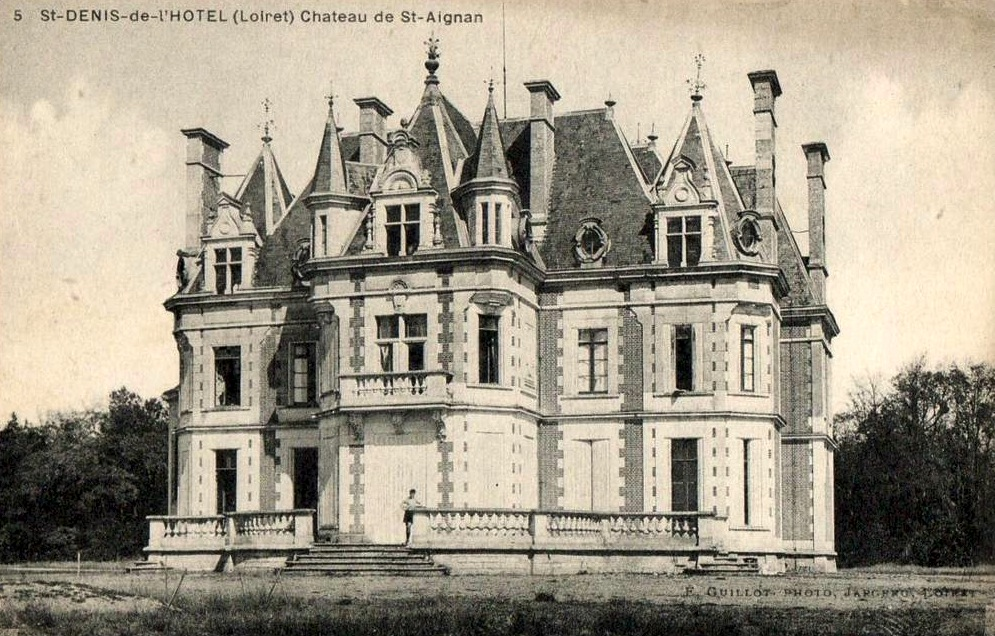
Château de Saint-Aignan (Loiret).
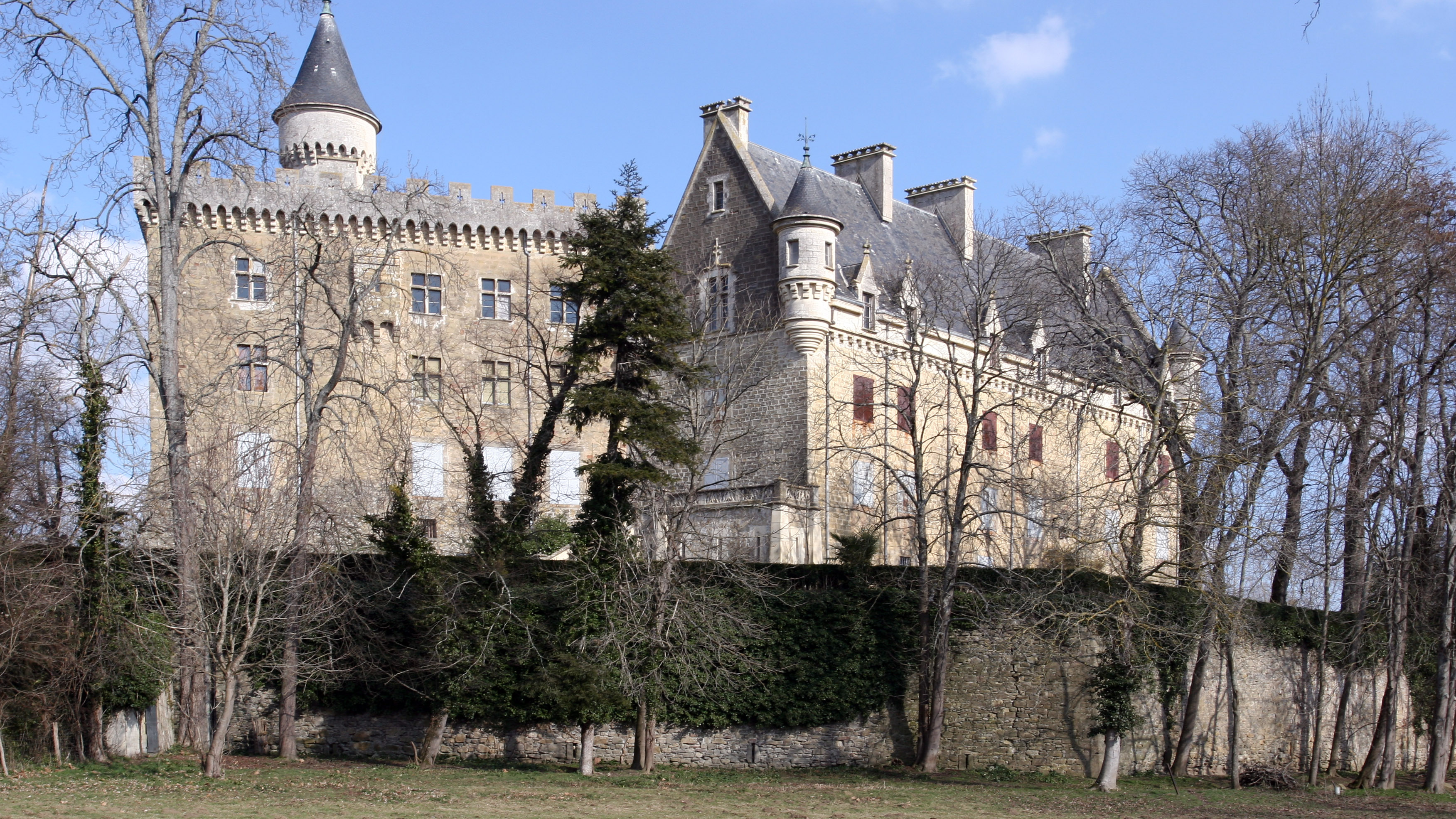
Château de Léran (Ariège).